# ファゴットとチェロのためのソナタ (モーツァルト)
ファゴットとチェロのためのソナタ 変ロ長調 K.292(196c) は、ヴォルフガング・アマデウス・モーツァルトが作曲したファゴットとチェロのための二重奏曲である。

## 概要
1775年の初め頃、または1777年にミュンヘンで作曲されたと考えられている。自筆譜は現存せず、モーツァルト自身がこの作品について言及した資料なども発見されていない。このため編成も正確にはわかっておらず、ファゴットと通奏低音、または2つのファゴットという説もあり、新モーツァルト全集は後者の可能性を指摘している。
モーツァルトは1774年12月から翌年の3月まで、オペラ『にせの女庭師』の上演のためにミュンヘンに滞在し、その折に同地のアマチュア音楽家でチェロ愛好家（ファゴットの名手だったとも言われる）の宮廷侍従タデウス・フォン・デュルニッツ男爵（1756年-1807年）のために書き下ろしたものと考えられている。デュルニッツ男爵とモーツァルトは昔からの知り合いであり、ピアノソナタ第1番から第6番の6曲（『デュルニッツ・ソナタ』）も、このデュルニッツ男爵のための曲である。『ファゴット協奏曲』も彼のために作曲したと考えられているが、本曲と同様に自筆譜が失われており、詳細が不明となっている。
モーツァルトの作品として出版されたのは死後14年が経った1805年のことで、出版社はブライトコップであった。その版の出所も不明である。

## 構成
全3楽章の構成で、演奏時間は約9分。
- 第1楽章 アレグロ
- 第2楽章 アンダンテ
- 第3楽章 ロンド、アレグロ

フランス風ギャラント様式の協奏曲と思わせ、ファゴットが独奏楽器として活躍し、チェロはあくまで伴奏的役割に終始する。